# Gocce di limone
Gocce di limone è un singolo del cantautore italiano Alex Wyse, pubblicato il 21 giugno 2024.

## Descrizione
Il brano, scritto dallo stesso cantautore, è prodotto da Mattia Cerri, in arte Cino, e Le Ore, team composto da Francesco Facchinetti e Matteo Ieva.

## Video musicale
Il video musicale, diretto dallo stesso Alex Wyse con Lorenzo Scatigna e Samuele Zucchet, è stato pubblicato in concomitanza all'uscita del brano attraverso il canale YouTube del cantautore.

## Tracce
Testi di Alessandro Rina, musiche di Alessandro Rina, Daniele Bronzini, Elisa Mariotti, Enrico Silanos e Mattia Cerri.
1. Gocce di limone – 2:37